# 三戸キャップ
三戸キャップ（みとキャップ、1989年12月16日 - ）は、吉本興業東京本部所属のピン芸人。NSC東京校14期出身。本名は、三戸 裕也（みと ゆうや）。

## 経歴
小学6年生の頃、テレビでドランクドラゴンのネタを観て衝撃を受け、深夜のお笑い番組を録画して視聴するようになった。小学校の学級活動では、芸人の顔写真やプロフィールをまとめた辞典を作成していた。
高校1年時には本格的に芸人を志し、卒業までの期間で自分の中で嫌なことをやろうと高校2年から受験勉強を始めていた。
スーパーマーケットのアルバイトでNSCへの入学資金を貯め、東京校14期生として入学。卒業後は幾つかのグループを経て2015年に同期のフレンドリー田崎（後に「KOTORI」へ改名、現在は「タザアクチュアリー」として活動）と「THE GREATEST HITS」を結成。2017年の第38回ABCお笑いグランプリにて決勝進出、その際に披露した映画予告のネタは先輩のノブ（千鳥）から『ここ数年で一番笑った』と評された。2019年のキングオブコントでは準決勝まで進出した。2022年1月に「シンレンサイ」へ改名し、2024年6月のライブを以て解散を発表。その後、1年先輩のピン芸人・光永とのユニット「ヒナキャップ」としても活動している。

## 人物
- 身長168 cm、体重55 kg。血液型はAB型。左利き。
- 趣味は習い事、体操（アクロバット）、ホラー映画鑑賞。
- 特技はモノマネ、ヒューマンビートボックス、バク転、ヌンチャク、棒術。
- ノブから『ここ数年で一番笑った』とInstagramにて映画予告ネタを紹介されている。
- 神奈月から本当にスゴイと思う新世代ものまね芸人として名を挙げられ、『着眼点がすごい』と評された。
- グータンヌーボの番組内で西野七瀬から『気になる芸人』として名を挙げられた。
- 『ウォーキング・デッド』のダリルのものまね動画を上げたところ、ダリル役を務めていたノーマン・リーダス本人にInstagramにて紹介された。
- 有名人のものまねレパートリーにはメンタリストDaiGo等があり、本人からの公認を受け共演も果たした。
- テレビゲームのソフトに出演している本数が一番多いのはマリオではなく元中日ドラゴンズの山本昌であるという説を提唱し、大きな反響を呼び山本本人の耳にまで届いた。
- 遠戚に野茂英雄がいる。[要出典]
- 先輩の中山功太と親交が深く、中山のYouTubeチャンネルに度々登場している。

## 芸風
主に着眼点と演技力を活かしたものまねやコント。そのレパートリーは200種類以上あり、SNSで反響が特に大きかったネタとして「サザエさんOPの52歳とは思えないフネさんの動き」「パワプロで絶好調のイチロー」「無駄な演出を入れてくる映画DVDのメニュー画面」「ディズニー映画の落ちそうで落ちないお皿」「めちゃイケの通常回と感動回のナレーションの違い」「逃走中の誰もがいらないと思ってるのにやけに尺が長いドラマパート」「はかいこうせんを受けたラッキー」「初代プリキュアEDの重心が後ろすぎる歩き方」「架空の映画予告」等がある。

## 賞レースでの戦績
- 2017年 ABCお笑いグランプリ 決勝進出（コンビ時代）
- 2019年 キングオブコント 準決勝進出（コンビ時代）
- 2023年 お笑いゲームネタNo.1決定戦 ゲームネタグランプリ 本戦進出
- 2023年 ザ・細かすぎて伝わらないモノマネ ファイナリスト
- 2024年 R-1グランプリ 準々決勝進出
- 2025年 S-1グランプリ優勝

## 出演
- ザ・細かすぎて伝わらないモノマネ（フジテレビ）2024年12月7日、2023年7月8日・12月16日、2022年12月17日
- アルコ&ピースのメガホン二郎（テレビ東京）「映画みたいなネタ」前編 2022年11月5日
- 爆笑そっくりものまね紅白歌合戦スペシャル（フジテレビ）2025年4月19日、2023年5月6日、2022年10月15日、2020年5月2日・9月19日、2017年1月6日、2016年5月6日「ものまね大好きさん大集合」のコーナーにて出演
- 『あらびき団』2夜連続!真夏の最強パフォーマー決定戦（TBSテレビ）2022年8月2日
- 【内村のツボる動画】1160本から選んだ! 世界（秘）仰天映像クイズSP (テレビ東京) 2022年3月2日
- どこかで見たことある雰囲気バラエティー!『#っぽいネタ』（日本テレビ）2022年1月3日
- ものまねグランプリ（日本テレビ）2021年12月21日、ショートネタコーナーにて出演
- ワンピースバラエティ・海賊王にオレはなるTV（フジテレビ）2021年10月22日、2020年8月7日
- 99人の壁 お笑い芸人100人集結SP（フジテレビ）8月14日
- ウチのガヤがすみません!（日本テレビ）2021年6月15日、2020年4月7日、2019年4月2日・30日、8月3日、2017年11月21日
- マヂカルクリエイターズ（テレビ東京） 2021年4月5日
- 川島大悟の言いがかり提案します（フジテレビ) 2021年1月5日
- 嵐にしやがれ（日本テレビ）2020年7月18日、『隠れ家ARASHI』に出演
- さんまのお笑い向上委員会（フジテレビ）2020年3月7日、14日 『モニター横芸人』として出演
- めざましテレビ（フジテレビ）2020年5月29日、『そこやるモノマネ』の紹介
- スッキリ（日本テレビ）2020年5月11日、『栄養ドリンクのCM』のまねで出演
- コサキン・天海の超発掘!ものまねバラエティー マネもの（フジテレビ）2019年6月27日、『アメリカのアニメ映画に出てくる、落ちそうで落ちない皿』のまねで出演
- 有田ジェネレーション（TBSテレビ）2019年5月20日『BAD×TEN』のメンバーとして出演
- 似すぎてジワる（TBSテレビ）2019年3月25日、『永い眠りから目覚める奴』のまねで出演
- シモネタGP2018（AbemaTV）2018年5月14日
- にちようチャップリン（テレビ東京）2018年2月18日
- 勇者ああああ（テレビ東京）2018年1月26日、6月29日
- 明石家地下王国（TBSテレビ）2017年7月12日
- ABCお笑いグランプリ（朝日放送）2017年7月9日
- くりぃむナンチャラ（テレビ朝日）2016年12月16日